# Nyctobia limitaria
Nyctobia limitaria là một loài bướm đêm trong họ Geometridae.